# 창도군
창도군(昌道郡)은 조선민주주의인민공화국의 강원도의 동남부에 위치하는 군이다. 

## 지리
동경 127°35′∼128°02′, 북위 38°19′∼38°38′에 위치한다. 동쪽은 금강군, 서쪽은 김화군, 북쪽은 금강군·회양군, 남쪽은 금강군에 접하여 있다. 2000년까지는 남한의 양구군과 접하여 있었다.
태백산맥의 서쪽에 위치하고 북한강이 군내를 흐른다. 가장 높은 곳은 해발 1,240m의 옥밭봉이다. 전체 면적의 약 80%가 산림이다.

## 역사
현재의 창도군은 일제 강점기 까지는 김화군 금성 권역과 회양군에 속하여 있었고, 창도의 어원이 된 창도면 창도리 지역은 설치된지 2년만에 김화군으로 반환되어 김화군에 속한다. 1954년부터 2000년까지의 중심지였던 지역은 옛 통구면 지역이며, 현재의 군 중심지를 비롯한, 일제 강점기에 회양군에 속했던 지역이 창도군에 편입된 것은 1987년에 회양군과 금강군에서 편입되면서이다.
1952년 12월 행정구역 개편 때 김화군을 폐지하면서 김화군의 창도면·원북면·금성면·통구면, 임남면·근북면과 양구군 수입면의 일부가 분리, 통합되어 창도군이 신설되었다.
1954년 10월 김화군이 다시 생기면서 이전 창도읍과 서부지역이 김화군에 이관되고, 통구면의 현리·북둔리·화사리 일부로 이루어졌던 창도군 통구리가 군 소재지인 창도읍이 되었다. 1963년 12월 천리의 일부를 임남리로, 인패리 일부를 천리로 편입시켰으며, 1982년 10월 점방리를 철벽리로 고쳤다. 1987년에 회양군과 금강군에서 일부 리를 편입하였다.
금강산댐의 축조 후 창도읍(통구) 인근 지역이 수몰되었다. 그리하여 2000년 11월에 9개리가 금강군에, 2개리가 김화군에 편입되었다.  이 때 오천리 · 인패리 · 대정리 · 면천리 · 철벽리는 오천리로, 송거리 · 천리는 송거리로 통합되면서 금강군에 이관되었다. 도화리와 기성리는 창도군에 남은 리에 흡수되어 폐지되었다. 창도읍이 성도리와 당산리로 분리편입되었고 1987년에 회양군에서 편입한 지역인 신안리와 신동리가 창도읍이 되었다.

## 경제
주요 산업은 농업, 양잠업, 축산업이다. 제재소 또한 발전해있으나 그 밖의 산업은 거의 발달해있지 못하다. 구리, 아연, 니켈, 납이 매장되어 있다.

## 행정 구역
현재의 행정구역은 1읍(창도읍)과 16리(곡산리(曲山里), 교주리(交州里), 구룡리(九龍里), 금산리(金山里), 당산리(堂山里), 대백리(大白里), 명우리(鳴牛里), 사동리(泗東里), 산월리(山月里), 성도리(城桃里), 송포리(松浦里), 신성리(新成里), 장현리(長縣里), 지석리(支石里), 추전리(楸田里), 판교리(板橋里))로 구성되어 있다. 군소재지는 창도읍이다.

## 같이 보기
- 조선민주주의인민공화국의 지리
- 조선민주주의인민공화국의 행정 구역